# Université Quisqueya
Die Université Quisqueya (UniQ) ist eine 1988 gegründete, staatlich anerkannte Hochschule in Port-au-Prince, Haiti in privater Trägerschaft. Ihr Name geht auf eine alte Bezeichnung für die Insel Hispaniola zurück.

## Geschichte
Gegen Ende der 1980er Jahre befand sich Haiti in unruhigen Zeiten. Nach der Ära der Duvaliers fand das Land nicht zu politischer Stabilität. Damit einher ging eine anhaltende Wirtschaftskrise und eine rasche Abfolge tropischer Stürme und von diesen ausgelösten Überschwemmungen. Das Bildungswesen, vor allem das akademische Leben, litt unter diesen unvorteilhaften Rahmenbedingungen.
Angesichts der Notwendigkeit, die Hochschulausbildung in Haiti zu verbessern, taten sich sieben im Inland und im Ausland tätige Hochschullehrer zusammen und gründeten im März 1988 die Université Quisqueya. Es handelte sich um die Professoren Jacques-Édouard Alexis (später Premierminister Haitis), Antoine Ambroise, Ariel Azaël, Laënnec Hurbon, Jean Moisset, Lionel Richard und Paul Saint-Hilaire.
Entscheidende Unterstützung erhielten die Gründer in der Anfangsphase und später durch:
- das Interamerikanische Institut für landwirtschaftliche Zusammenarbeit (IICA), das zunächst die Sekretariatsaufgaben in der Gründungsphase übernahm,
- die Entwicklungsagentur der Vereinigten Staaten USAID, die im Jahr 1988 in einer landesweiten Untersuchung die Perspektiven einer neuen Universität in Haiti eruierte,
- die damalige AUPELF-UREF, später Agence Universitaire de la Francophonie (AUF), die eine Reihe von Planungsaufgaben übernahm und
- die Mission Française de Coopération et d'Action Culturelle, die in den ersten drei Jahre den Betrieb der Universität finanzierte.[3]

Im Oktober 1990 nahmen die Fakultäten für Landwirtschaft und Umwelt sowie für Wirtschaft und Verwaltung mit 38 Studierenden den Lehrbetrieb auf.
Die Gründung der künftigen Trägergesellschaft EDUCAT wurde durch Veröffentlichung ihrer Statuten am 4. Februar, 1993 im Amtsblatt Moniteur vollzogen. Sie bestand zunächst aus drei Unternehmen, der Methodistischen Kirche von Haiti und sieben Einzelpersonen.
Im Jahr 2009 konnte die Universität von der Banque National d’Haiti das 19.000 Quadratmeter große Gelände des dauerhaften Campus im Stadtteil Turgeau erwerben. Die dort neu errichteten Baulichkeiten fielen während des Erdbebens vom Januar 2010 sämtlich in sich zusammen. Der Wiederaufbau erfolgte an gleicher Stelle.

## Organisation
Die UniQ gliedert sich in sechs Fakultäten:
1. Faculté des Sciences Économiques et Administratives (FSEA) – Wirtschaftswissenschaft und Verwaltungswissenschaft
2. Faculté des Sciences, de Génie et d'Architecture (FSGA) – Naturwissenschaft, Ingenieurwesen und Architektur
3. Faculté des Sciences de l’Agriculture et de l’Environnement (FSAE) – Agrarwissenschaft und Umweltwissenschaft
4. Faculté des Sciences Juridiques et Politiques (FSJP) – Rechtswissenschaft und Politikwissenschaft
5. Faculté des Sciences de l’Éducation (FSED) – Erziehungswissenschaft
6. Faculté des Sciences de la Santé (FSSA) – Gesundheitswissenschaft

Es bestehen ferner fünf interdisziplinäre Forschungsinstitute:
1. Laboratoire de Qualité de l’Eau et de l’Environement (LAQUE) – Wasser- und Umweltqualität
2. Centre de Recherche et d'Appui aux Politiques Urbaines (CRAPU) – Zentrum für Forschung und Unterstützung der Urbanisierung
3. Centre Haïtien d'Innovation sur les Biotechnologies et l'Agriculture Soutenable (CHIBAS) – Haitianisches Zentrum für Innovation in Biotechnologie und nachhaltiger Landwirtschaft
4. Centre d’Études et des Recherches sur l’Innovation en Èducation et en Formation (CERED) – Zentrum für Studien und Forschungen zur Innovation in Bildung und Ausbildung
5. Centre de Recherche en Gestion et en Èconomie du Developpement (CReGED) – Forschungszentrum für Management und Entwicklungsökonomie

## Bekannte Absolventen
Bekannte Absolventen der UEH sind:
- Jovenel Moïse – ehemaliger Präsident von Haiti (2017–2021)
- Martine Moïse – ehemalige First Lady von Haiti
- Fincy Pierre – Gründer der online-Zeitung Balistrad
- Vanessa Dalzon – Chefredakteurin von Balistrad